# Kremlinul din Moscova

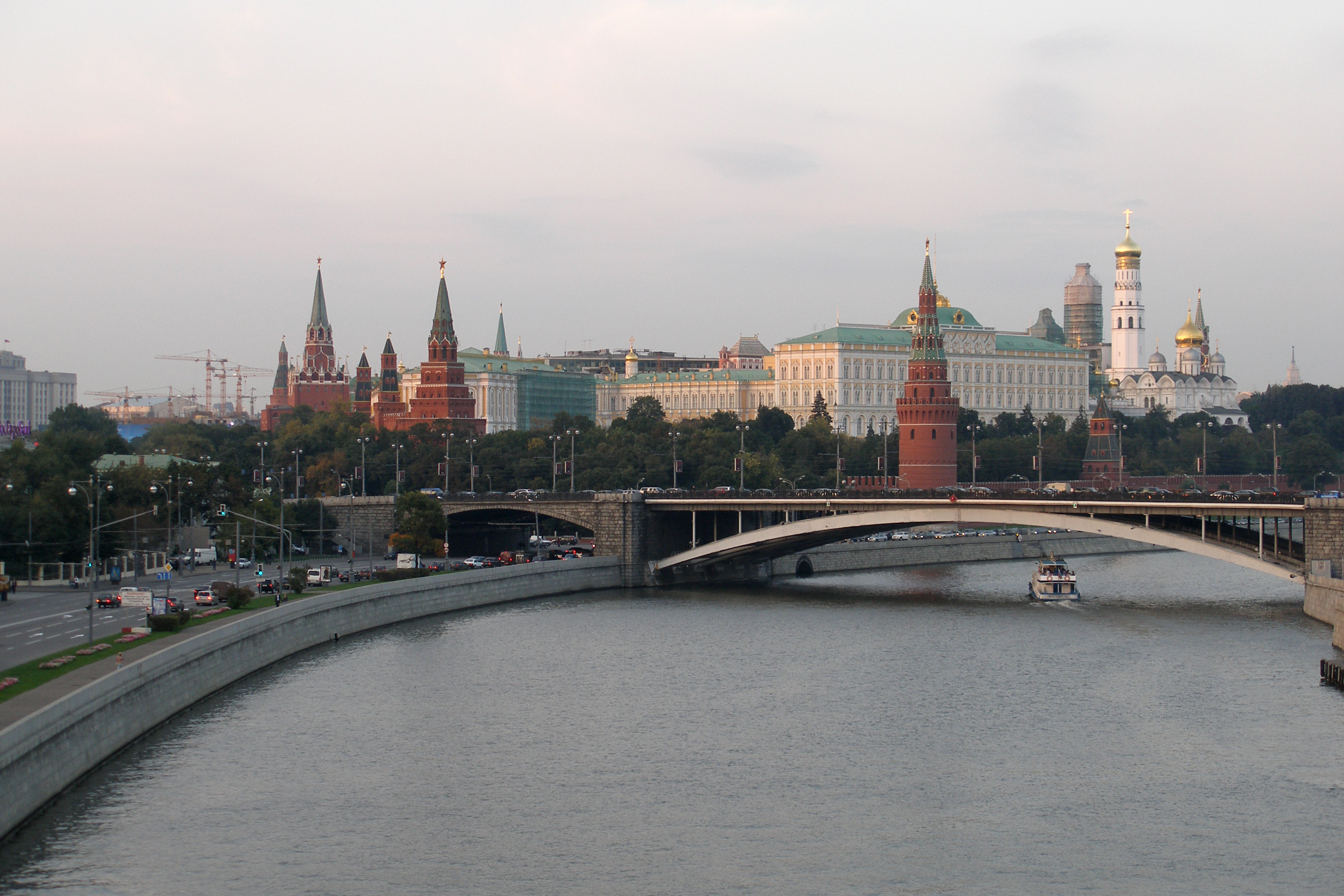
Kremlinul din Moscova

Kremlinul din Moscova (în rusă Московский Кремль) este cel mai cunoscut kremlin („citadelă rusească”). Acest complex fortificat, care include palatele și catedralele Kremlinului, domină Piața Roșie. Kremlinul din Moscova este reședința oficială a președintelui Federației Ruse.

## Istorie

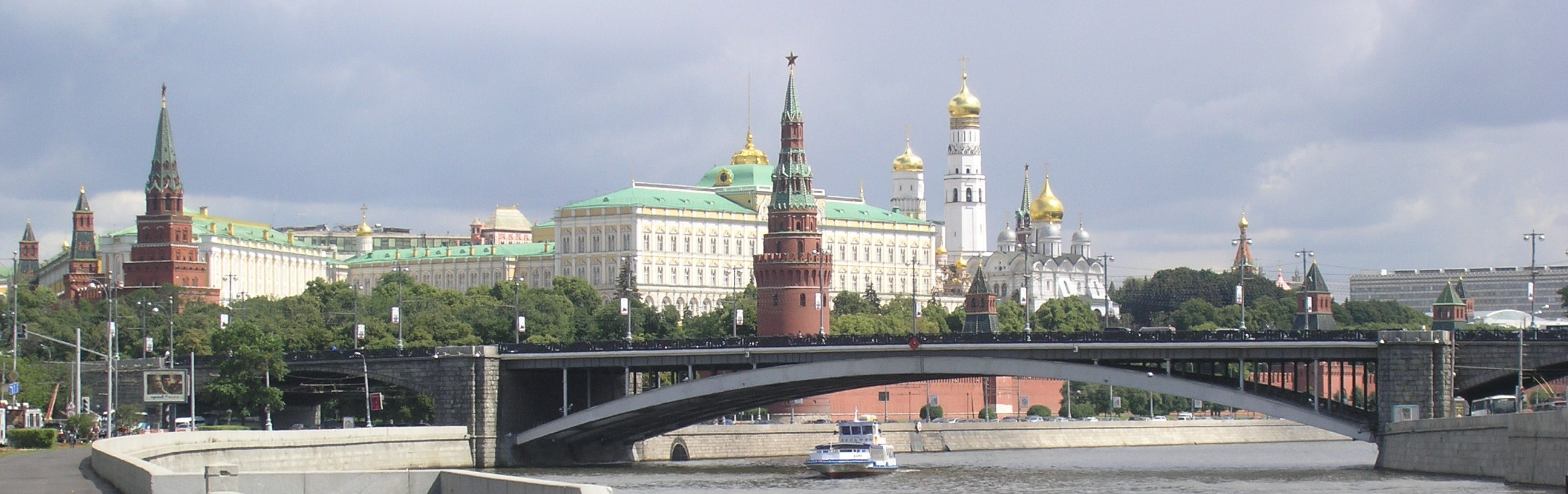
Vedere a Kremlinului din Moscova

### Origine
Locul a fost populat încă din al doilea mileniu înainte de Hristos. Originile sunt o structură fortificată Viatici pe Dealul Borrovițki unde râul Neglinnaia se revarsă în râul Moscova. Slavii au ocupat în secolul al XI-lea partea de sud-vest a dealului, fapt atestat de urmele ce datează din 1090 descoperite de arheologii sovietici. Până in secolul al XIV-lea locul era denumit grad (sau gorod „oraș”) al Moscovei. Orașul Kremlin a fost descoperit în 1331 și etimologia sa este disputată. Grad-ul a fost extins semnificativ de prințul Dolgoruki în 1156, distrus de mongoli în 1237 și refăcut din temelii in 1339.

### Scaunul marilor duci
Prima piatră de temelie a Kremlinului a fost pusă în numele lui Ivan Kalita la sfârșitul anilor 1320-1330, după ce Petru, mitropolitul Kievului a fost forțat să-și mute scaunul de la Kiev la Moscova. Noul sediu al mitropoliei avea nevoie de biserici. Printre bisericile construite se numără Catedrala Adormirii (1327), cu Capela Sf. Petru (1329), Biserica Sf. Ioan Climacus (1329), Biserica Mănăstirii Schimbării la Față a Mântuitorului (1330) și Catedrala Arhanghelului (1333). Dintre aceste biserici, doar Catedrala Mântuitorului, reconstruită, a rămas până în secolul al XX-lea: a fost demolată în 1933 din ordinul lui Stalin.

### Reședința țarilor

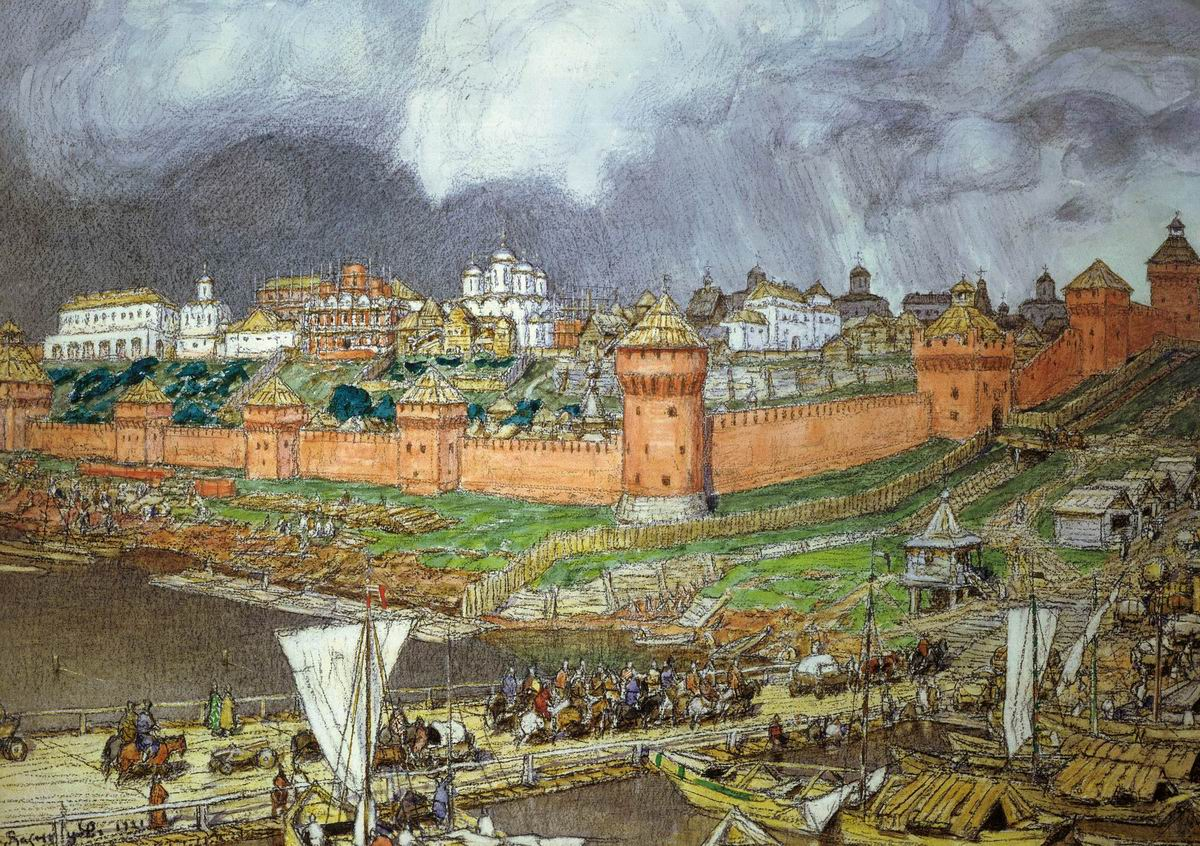
Kremlinul sub Ivan al III-lea. Acuarela (1921) de Apollinari Wasnezow

Reconstrucția Kremlinului a fost inițiativa marelui prinț Ivan al III-lea, care a invitat din Italia renascentistă un numar de arhitecți versați, între care Pietro Antonio Solari și Marco Ruffo. În timpul domniei lui Ivan al III-lea au fost construite cele trei catedrale ale Kremlinului. Zidurile Kremlinului au fost construite între anii 1485 și 1495.
După terminarea noilor ziduri ale Kremlinului și a bisericilor, prințul a decretat ca nici o structură să nu fie construită în vecinătatea imediată a citadelei. Kremlinul era separat de orașul comercial (Kitai-gorod) de un șant cu fortificații de 30 metri lățime, peste care a fost construită Catedrala Fațetei în timpul lui Ivan cel Groaznic. Același țar a renovat câteva din palatele bunicului său, a adăugat un palat nou și o catedrală nouă pentru fiii lui și a pus temelia Bisericii Sf. Treimi din incinta Kremlinului.
În perioada crizei dinastice rusești, Kremlinul a stat timp de doi ani sub ocupație lituaniano-polonă (21 septembrie 1610 - 26 octombrie 1612) și a fost eliberat de o oaste de voluntari condusă de Kuzma Minin și Dmitri Pojarski. Această forță a susținut alegerea lui Mihail Romanov ca nou țar al Rusiei. În timpul domniei fiului sau, Alexei, au fost construite Catedrala Mântuitorului, Poarta armurilor, Palatul Terem, Parcul de amuzament și Palatul patriarhului Nifon. Dupa moartea lui Alexei, Kremlinul a fost martorul revoltei din Moscova din 1682, după care țarul Petru, abia a scăpat, a detestat Kremlinul. După trei decenii a abandonat reședința țarilor, hotărând ca noua capitală să fie la Sankt Petersburg.

### Perioada imperială
Deși încă folosit pentru încoronări, Kremlinul a fost abandonat și neglijat până în 1773, când Ecaterina cea Mare l-a angajat pe Vasili Bajenov pentru a-i construi o nouă reședință. Arhitectura lui Bajenov era neoclasică, bombastică, la scară eroică, și a necesitat demolarea unor biserici și palate, precum și a unei părți din zidul Kremlinului. După încheierea fazei pregătitoare, lucrările de construcție au fost amânate din cauza lipsei de fonduri. Câțiva ani mai târziu, arhitectul Matvei Kazakov a condus reconstrucția secțiunilor demolate din zid și a unor părți ale Mănăstirii Ciudov și a construit spațiosul și luxosul birou al Senatului, care a devenit sediul principal al președinților Rusiei.
În timpul invaziei lui Napoleon, armata franceză a ținut Kremlinul sub ocupație între 2 Septembrie și 11 octombrie 1812. Când a ajuns în Rusia, Napoleon a ordonat distrugerea Kremlinului. Clădirea Arsenalului și alte câteva porțiuni din zid au fost distruse de explozii, iar focul a avariat Palatul Fațetei și câteva biserici. Exploziile au continuat încă trei zile. Din fericire, ploaia a deteriorat explozibilul și astfel distrugerile au fost de amploare redusă. Lucrările de restaurare au durat trei ani (1816 - 1819) și au fost coordonate de Osip Bove. În timpul domniei lui Alexandru I, câteva construcții vechi au fost renovate în stil neogotic.

### Perioada sovietică și postsovietică
Guvernul sovietic s-a mutat la 12 martie 1918 de la Petrograd (cum se numea atunci St. Petersburg) la Moscova. Lenin a ales drept reședință clădirea Senatului din Kremlin, iar camera sa continuă să fie menținută în stare muzeală. Și Stalin a avut în clădire camere pentru uz personal. Șoimii argintii de pe turnuri au fost inlocuiți cu steaua roșie, în timp ce zidul din apropierea mausoleului lui Lenin a fost transformat în zidul necropolei Kremlinului.
Mănăstirea Ciudov și Mănăstirea Înălțării Domnului, cu minunatele catedrale ale secolul al XVI-lea au fost dezafectate pentru a face loc Școlii Militare și Palatului Congresului. Palatul Micului Nicolae și Catedrala Mântuitorului au fost demolate. Accesul publicului în reședința guvernului sovietic a fost barat până în 1955. Muzeele Kremlinului au fost înființate în 1961, iar complexul a fost printre primele părți de patrimoniu sovietic incluse în patrimoniul mondial (1990).
Directoarea Muzeelor Kremlinului, Elena Gagarina (fiica lui Iuri Gagarin) coordonează lucrări de restaurare de mare amploare, între care interioarele originale ale Marelui Palat Kremlin, distruse în timpul regimului lui Stalin, însă, din cauza mijloacelor precare de finanțare, progresul este lent.

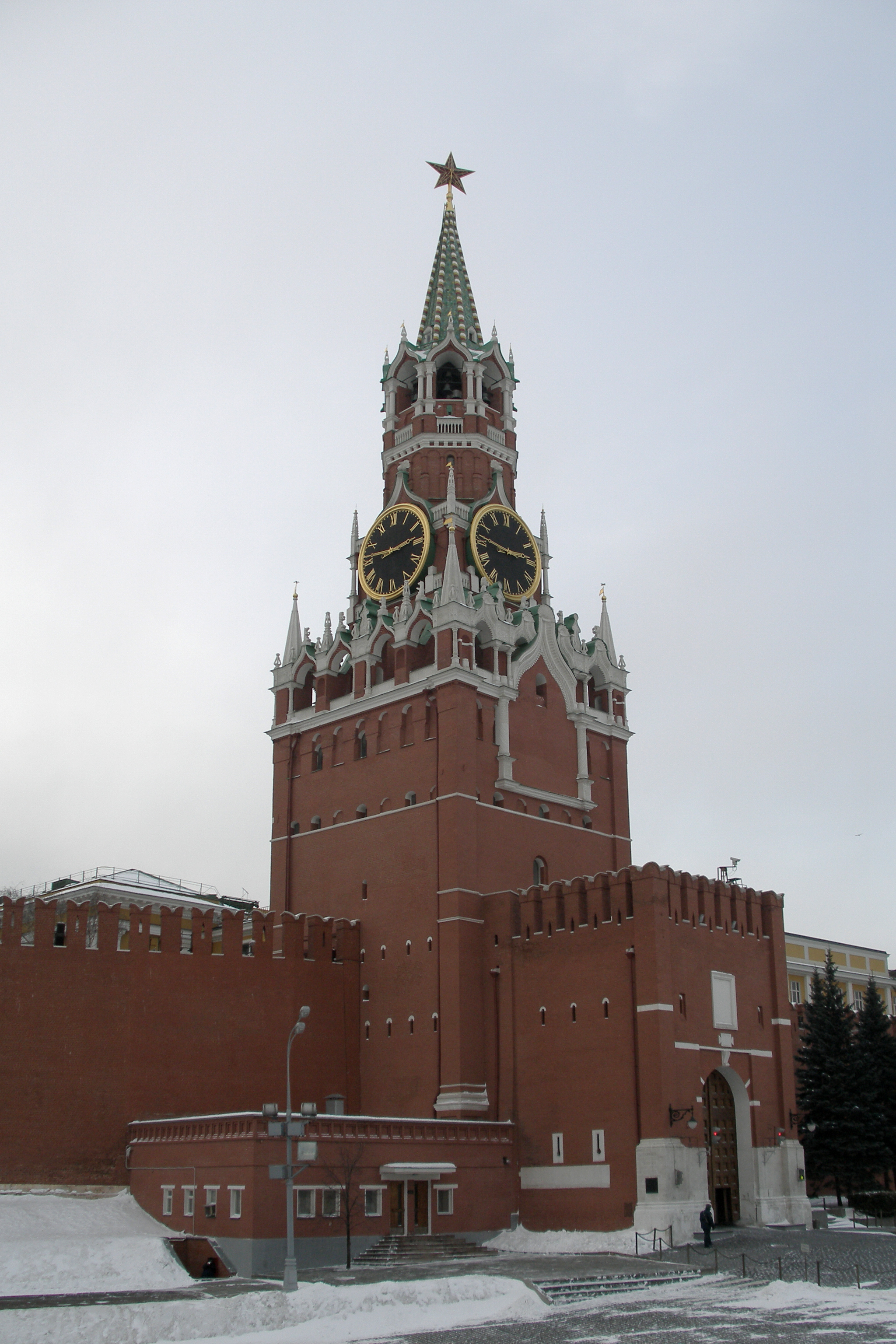
Turnul Spasskaia, Kremlin

## Clădirile
Triunghiul neregulat al zidurilor Kremlinului cuprinde o suprafață de 27,5 hectare, iar piața catedralelor ocupă poziția centrală a Kremlinului. Este înconjurată de șase clădiri, dintre care trei catedrale. Catedrala Adormirii este cea mai veche, terminată în 1479, fiind cea mai mare catedrală din acele timpuri și totodată biserica de încoronare a țarilor Rusiei. Construcția cu fațadă masivă din calcar, cu cinci turle cu cupole aurite a fost proiectată de Fioravanti. Catedrala Bunei Vestiri, cu nouă cupole aurite, a fost terminată în 1489. Catedrala Arhanghelului Mihail (1508) se află în partea de sud-est al pieței și este necropola a peste cincizeci de membri ai familiilor imperiale rusești. O altă construcție importantă este Turnul cu clopot al lui Ivan cel Mare, aflat în partea de nord-est al pieței. Are 81 de metri înălțime și se spune că marchează centrul Moscovei. Cele 21 de clopote sunau alarma în caz de primejdie.

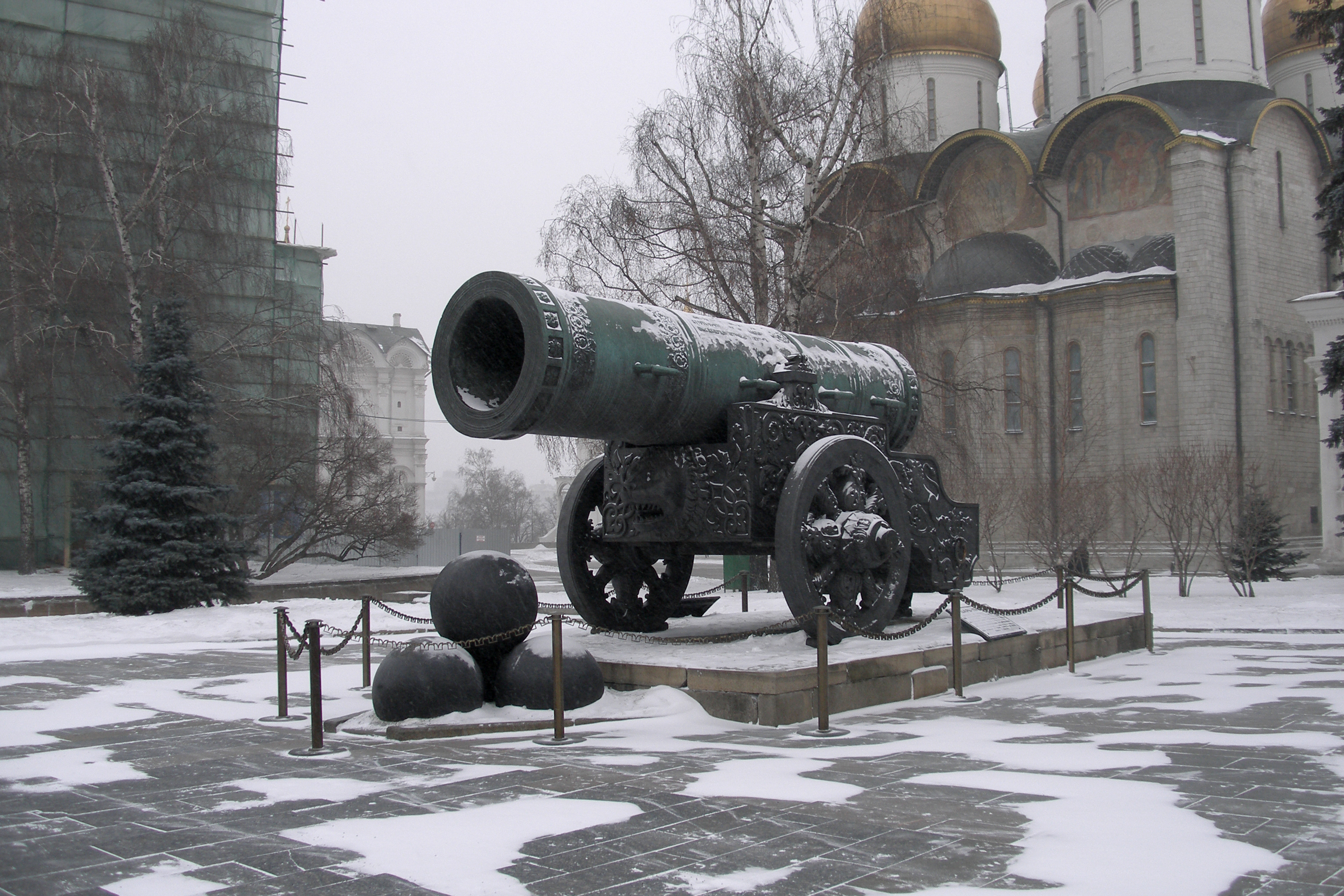
Tunul Țarului, Tunul Imperial, Kremlin

Cea mai veche construcție civilă este Palatul Fațetelor (1491), unde se află tronurile imperiale, și a fost ctitorită de Ivan cel Groaznic. Următoarea clădire ca vechime este casa familiei țariste, palatul Terem. Primul palat Terem a fost construit de Ivan al III-lea al Rusiei, dar cea mai mare parte a construcției de astăzi a fost finalizată ulterior, în secolul al XVII-lea. Primele două palate sunt unite de Marele Palat al Kremlinului. Acesta a fost inaugurat de Nicolae I în 1838. A fost cea mai mare construcție din Kremlin și a costat 11 milioane de ruble. Are săli de recepție, trepte monumentale de culoare roșie și apartamente private.
Partea de nord a Kremlinului este ocupată de Arsenal. Primul Arsenal a fost construit de Petru cel Mare în 1701. Arsenalul existent în prezent a fost construit în 1817, după ce trupele lui Napoleon au distrus vechea clădire în timpul invaziei franceze din 1812.
Zona de nord-vest a Kremlinului este ocupată de clădirea Armureriei. A fost construită în 1851 și în prezent este muzeu.

## Personalități politice
Numele Kremlin a devenit o metonimie folosită pentru a denumi conducerea de partid și stat a Uniunii Sovietice, regimul sovietic (1922 – 1991), fiind subînțeleși membrii săi de frunte: secretarul general al PCUS, prim-ministrul, președintele, miniștrii și comisarii poporului. Mai este folosit, dar nu tot atât de intens ca în epoca regimului postsovietic, pentru a desemna guvernul Federației Ruse.